# Nicolás Burdisso
Nicolás Andrés Burdisso (Córdoba, 1981. április 12. –) argentin válogatott labdarúgó.

## Pályafutása
Pályafutását a Boca Juniorsban kezdte 18 évesen 1999-ben.
5 évig szolgálta a leghíresebb argentin csapatot, majd átjött Európába, hogy az Inter alkalmazásába álljon.
A 2004/2005-ös szezont úgy ahogy volt kihagyta, miután kislánya súlyos leukémiában szenvedett. Massimo Moratti elnök hazaengedte és a kontraktusát sem bontotta fel.
A csapatnál sosem tudott igazán stabil alapember lenni: Roberto Mancini a Materazzi-Córdoba duót, José Mourinho a Samuel-Lúcio kettőst favorizálta.
A 2009/2010-es szezont az A.S. Roma csapatánál töltötte kölcsönben, ahol Mexest kiszorítva Juan párjaként kis híján bajnoki címig jutott a farkasokkal. 2010 nyarán a fővárosiak végleg megvették őt az Intertől 7 millió euróért. Stabil, kiszoríthatatlan alapembere a keretnek.